# Амар Сінґх II
Амар Сінґх II (англ. अमर सिंह द्वितीय; 3 жовтня 1672 —10 грудня 1710) — магарана князівства Мевар у 1698–1710 роках.

## Життєпис
Походив з династії Сесодія. Син Джай Сінґха. Посів трон 1698 року. Розпочав нове протистояння могольським військам з огляду на складнощі імперії у боротьбу з маратхами і сікхами. Підтвердив союз з князівствами Амбер і Марвар, які поставили за мету спільними зусиллями здобути незалежність для всього Раджастану. 1708 року видав свою доньку за Джай Сінґха II Качваха, магараджу Амбера.
Під час його правління влада Великих Моголів, особливо після смерті падишаха Аурангзеба 1707 року, занепадала через численні повстання та повстання. Магарана з огляду на поразку марварського магараджи Аджит Сінґха Ратхора уклав мирну угоду з падишахом Бахадур-шахом I, який до 1709 року боровся за владу зі своїми братами. 1708 року відновив союз з Амбером і Мараваром.
В подальшому, незважаючи на замирення з могольським падишахом кланів Качваха і Ратхор, Амар Сінгх II продовжив боротися з Бахадур-шахом I, який відчув себе більш впевнено. Його енергія та зусилля не дали можливість могольським військам відновити свою владу в Раджастані.
У внутрішній політиці опікувався розбудовою міст, розвитком ремісництва. Провів для цього різноманітні реформи. Також активно опікувався мистецтвом. За його панування меварська школа живопису набула нового піднесення.
Помер Амар Сінґх II 1710 року. Йому спадкував син Санграм Сінґх II